# Собор Святого Викентия де Поля (Тунис)

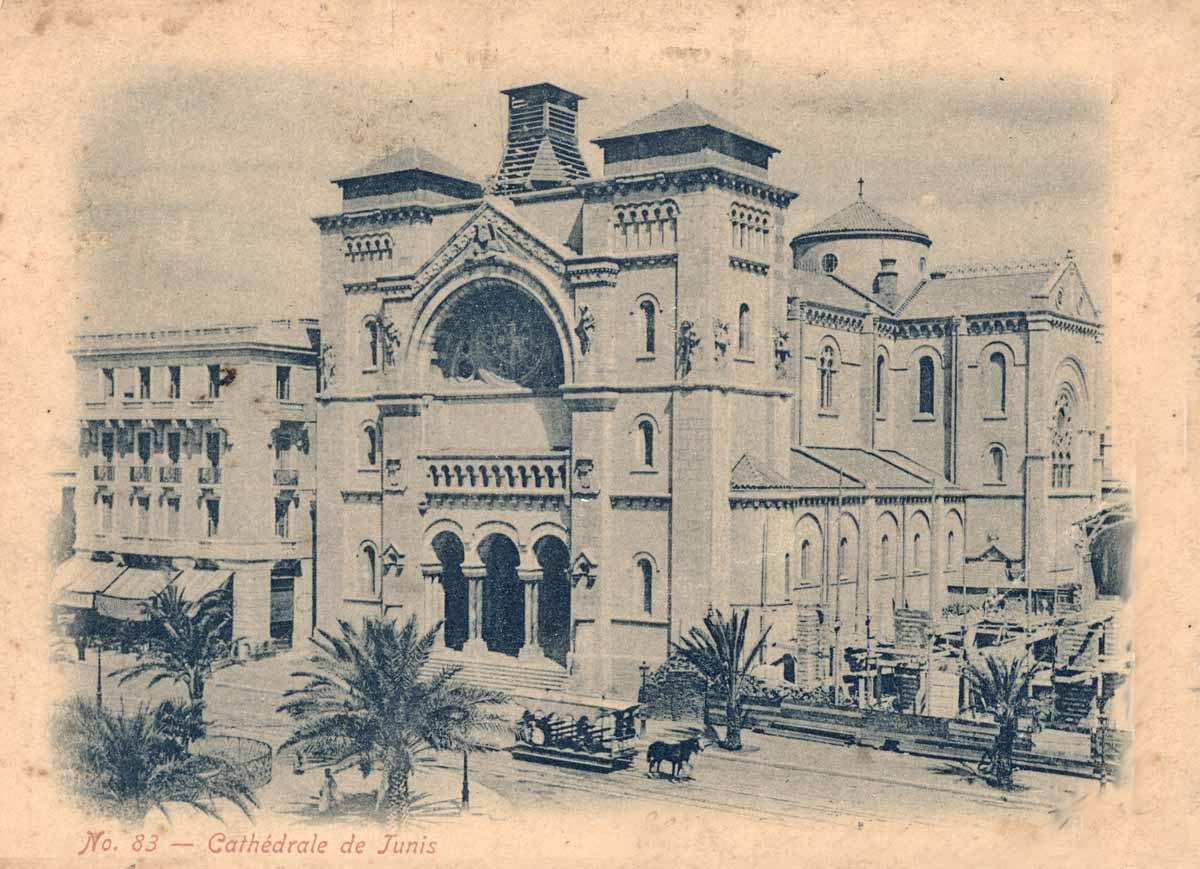
Первый храм святого Викентия де Поля, 1890 г.

Собор святого Викентия де Поля (араб. ‎ كاتدرائية تونس, фр. Cathédrale Saint-Vincent-de-Paul de Tunis) — католическая церковь, находящаяся в городе Тунис, Тунис. Храм является кафедральным собором архиепархии Туниса и назван в честь святого Викентия де Поля, который, будучи католическим священником, был выкуплен в Тунисе из арабского рабства. Храм располагается на площади Независимости напротив французского посольства.

## История
Строительство первой церкви началось в 1881 году по инициативе местного католического епископа Шарля Лавижери. 7 ноября 1881 года был освящён краеугольный камень. При строительстве этого храма не были учтены грунтовые воды, поэтому храм вскоре разрушился. Строительство нового храма в романо-византийском стиле началось в 1893 году. Храм был открыт на Рождество 1897 года.
После обретения независимости Туниса число католиков в стране стало сокращаться. Многие католические храмы были национализированы. В 1964 году между Ватиканом и правительством Туниса было заключено соглашение о сохранении в собственности Католической церкви некоторых католических церквей в Тунисе, в число которых вошёл и собор святого Викентия де Поля.